# Wubanoides uralensis lithodytes
Wubanoides uralensis lithodytes is een spinnenondersoort in de taxonomische indeling van de hangmatspinnen (Linyphiidae).
Het dier behoort tot het geslacht Wubanoides. De wetenschappelijke naam van de soort werd voor het eerst geldig gepubliceerd in 2004 door Schikora.